# آذراسپیس

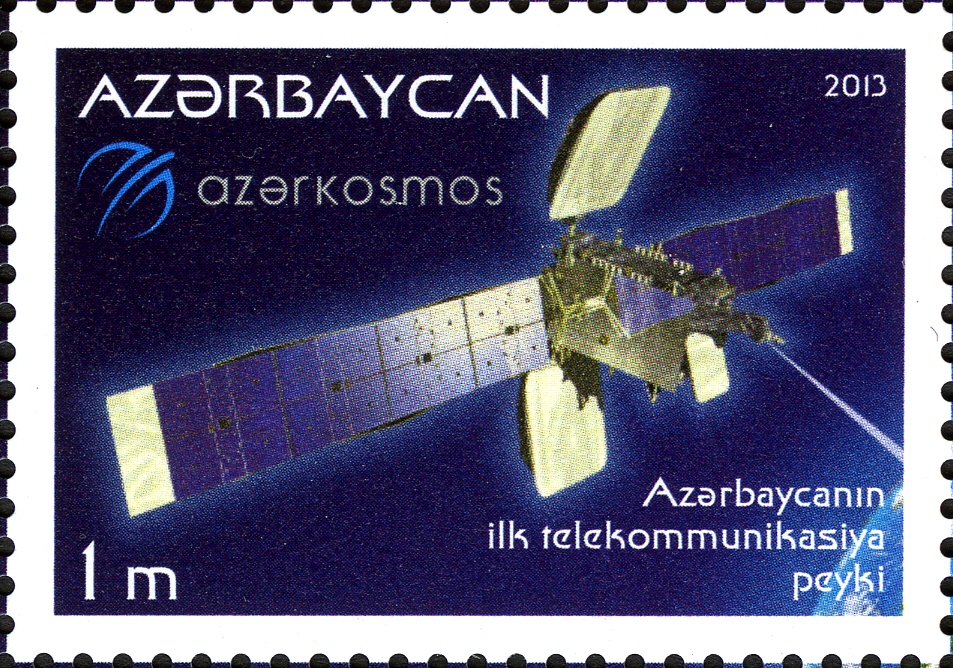
ماهواره آذراسپیس-۱ در تاریخ ۷ فوریه ۲۰۱۳ توسط آریان ۵ از گویو در گیانا فرانسه به فضا پرتاب و در مدار ۴۶ درجه شرقی قرار گرفت

ماهواره آذراسپیس-۱ در تاریخ ۷ فوریه ۲۰۱۳ توسط آریان ۵ از کورو در گویان فرانسه به فضا پرتاب و در مدار ۴۶ درجه شرقی قرار گرفت. این ماهواره ساخت شرکت اوربیتال ساینسز است و اروپا و بخش قابل توجهی از آسیا و آفریقا را پوشش می‌دهد.